# 時間表

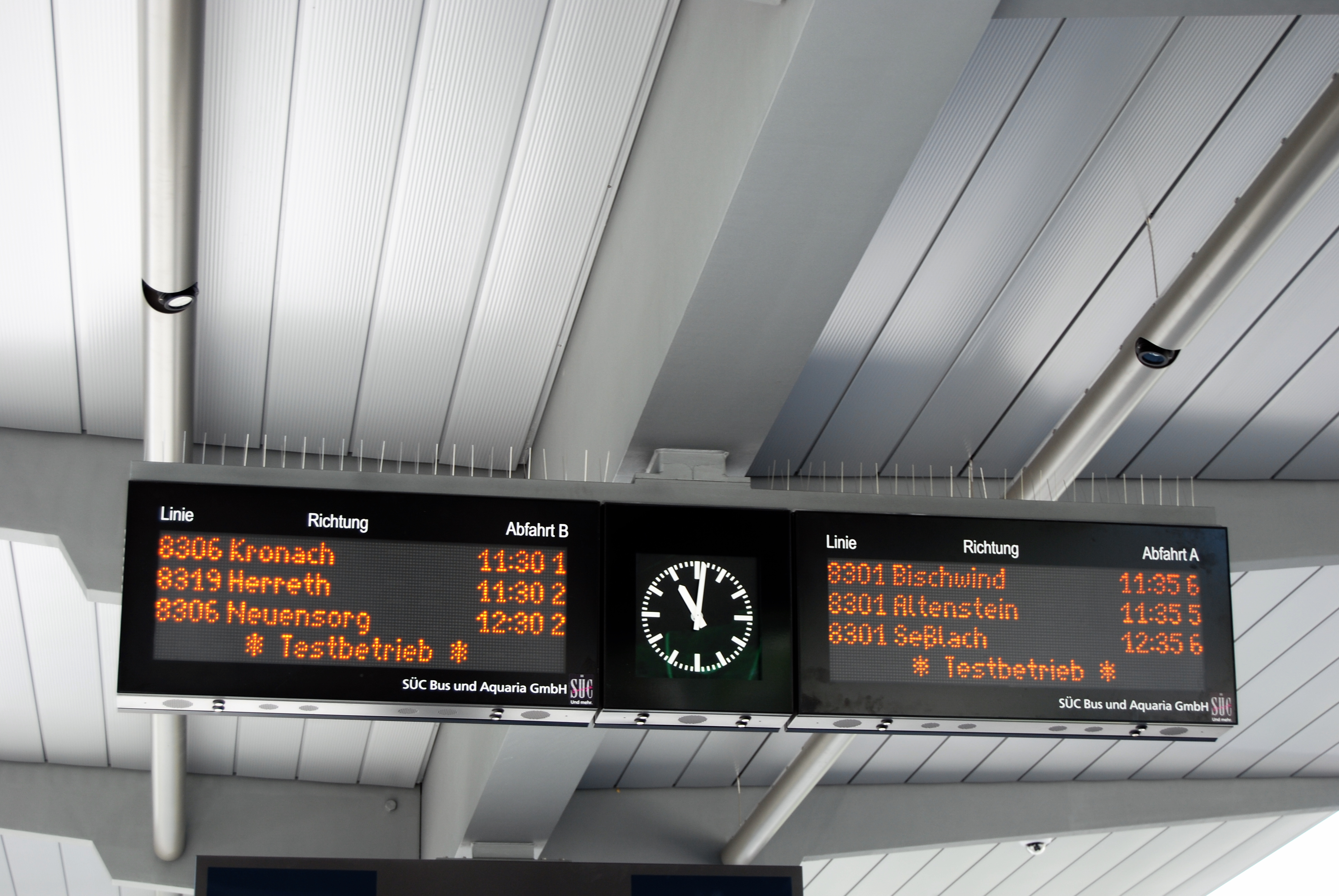
電子化列車時刻表

時間表，是一個場地、個人、組織等展示以其名下的各項活動、事件發生的先後次序的列表，其中一定反映它們與時間的相互關係。 例如學校各班級上課時間表、會議室、足球場訂場時間表、渡輪定期班次時間表。 時間表有助于优化資源分配、時間管理，具體展示工作目標小項，及實施的進程，讓目標明確，更有助人際間的溝通及協調運作。
時程計劃或時刻表 ，由預期在某段時間中實施的任務、事件或行動；或按照時間次序將發生的一連串事件，表列而構成，是一種基本的時間管理工具。安排這些任務，將資源投入各種可能任務中- 時程的計畫過程稱為調度。負責產生時刻表的人被稱為調度排班人員。製作並且遵循時間表是自古以來的人類活動。
學習生活技能的某些情境，與時程安排有相關聯繫。每個人需要知曉他們要在什麼時候，到哪個地點才能取得特定的服務；而且人們要在預定的時段內完成某些目標。所以時刻表是必須的，至少有一定作用。
有效用的時刻表包括，例如短期的每日或每週計劃，和相對於數月或數年的長期計劃。規畫時程的人通常使用日曆，註記各種預定活動的日期與時間。有些時程計劃或沒有預訂時間，而以預期的計算規則表列，依序地發動事件。
在某些情況下，時程安排是不確定的，例如日常生活中人力無法控制的環境因素。為了減輕壓力以及紓解身心，人們會在時程計劃表中排除掉一段時間，以作為渡假或休閒。

## 時刻表的種類

### 公開時刻表
有些反映資訊的時刻表提供給公眾，讓他們計劃周圍的活動。這些時刻表如下列：
- 企業、旅遊景點，和政府機關的營業時間，公開讓需求這些服務的消費者，知道他們何時能夠獲得服務。
- 交通時刻表，如航空公司的時刻表，列車時刻表，巴士時刻表，以及各種公共交通時刻表，公佈出來讓乘客規劃行程。由負責運輸的組織觀點來看，交通時刻表必須考量行程延遲的機率，在運輸業的術語是指預定出發或抵達的時間，和實際出發或抵達時間的差異。雖然術語的文字是“延遲”，它可以表示時刻提早或延後的。
- 廣播頻道或電視的節目內容時刻表計畫，即是固定時段或在預定時間將廣播或播出的節目列表，會公開發佈給大眾，這樣對節目有興趣的潛在觀眾才知道何時收看。
- 音樂會和體育賽事通常會安排時刻表，讓歌迷和球迷們可預先購票，並出席參加這些活動。

### 內部時刻表
內部時刻表，指的是某些人必須直接遵守的時刻表。有人指出，“團體往往從外部強制的時刻表開始成型，但有成效的團體會發展出內部的時刻表，以設定完成子任務的目標。”不同於公開給大眾方便安排活動的時刻表，內部時刻表是不必宣導的。相反地，內部時刻表會有顧慮其保密或妥善的安全性問題。
內部時刻表，舉例如一個工作地點的時刻表，其中會列出固定員工預計工作的時間，確保工作地點有足夠的人員；或某些情況下，避免過多的工作人員。企業向公眾開放的營業時間表，必須與其運營時間相對應，使客戶能夠使用該企業員工所提供的業務。調度員工以確保適當資源可用性的一種常見方法，是甘特圖。內部時刻表的另一個例子是個別學生的課程表，顯示他們班級課程的日期和時間。

#### 專案管理時程
時刻表也與專案的完成有關。專案管理中執行某個特定的專案，例如建築工程、產品開發或程式的啟用時，初始的步驟經常是先產生正式的時刻表。建立專案時程包括了列出里程碑、活動和交付成果等等，這些任務預期的開始和結束日期，而員工的調度是其中一個要素。製造時程表用來規劃生產或作業，而資源時程表協助在一些人與物之間，共享資源的後勤規劃。
在這樣的情況下一個專案時程表，“以估計每一項任務的持續時間，並注意到那些任務之間任何的相依性”賴以獲得。相依性，反之是使其他任務可行的，必須先完成首要任務的次序。例如裝載材料的任務，必須先租用空卡車（因為材料要等到有卡車空出來才可以裝載），才能被完成。
因此專案時程的安排，要求先辨明完成此專案所需的必要任務，以及這些任務可被完成的最早時間。在時程表規劃中，通常會預留一定的時間量，以應對意外情況的發生，這段時間稱之為排程變異或浮動，是關鍵路徑法的核心概念。

#### 計算機相關
在計算機科學中，排程分配是個重要的內部處理程序，一個排程是資料庫中一組交易的操作列表，而且在設計多工的作業系統和多重的任務處理中，排程是各別程序被分配的方式。計算機程序結合了排程分配，使用者可能完全不知道哪些任務在執行。在計算機排程分配的作業和問題包括了：
- 網路或封包排程器的作業，用於管理計算機中某些信息移動的判斷程序。
- 計算機科學的排程優化課題如，開放式、零工式，和流水式排程等。
- 輸入/輸出安排，提出給作業系統某塊設備的輸入/輸出請求次序。
- 任務排程器，企業應用軟件中負責無人看管在背景執行的程序。

#### 無線通訊相關
因為無線通訊網路的終端會有不同的服務需求，這種網路應該有個彈性的服務架構，以整合單一介面接口上不同類型的服務。在彈性的服務架構之上，還需要有效的QoS管理方案。因此，在無線通訊網路的所有終端之間，需要謹慎地分享資源。盡可能有效地分配無線通訊網路資源的使用，而同時使整體網路性能最大化。

#### 運籌學相關
資源的分配調度受到某些約束或限制，若干排程問題是在稱為運籌學領域的研究主題，尋找最佳或優化的解法。例如，护士计划问题考慮受到典型限制如班表的轉移、加班限制等約束下，如何調度員工。推銷員差旅問題是如何安排一系列的旅程，以盡量減少時間和距離。其中一些問題可以有效地以數學的線性規劃來解決，但是許多調度分配的問題要求變量是整數的解答。雖然在某些情況下（見網絡流模型），有高效的算法存在整數解，不過大多數需要整數解的問題，還沒有高效率的解決方法。